# Monobia lecointei
Monobia lecointei är en stekelart som beskrevs av Adolpho Ducke 1911. Monobia lecointei ingår i släktet Monobia och familjen Eumenidae. Inga underarter finns listade i Catalogue of Life.